# Samodzielny Referat Informacyjny
Samodzielny Referat Informacyjny (SRI) – placówka terenowa Oddziału II Sztabu Głównego Wojska Polskiego w okresie 20-lecia międzywojennego, zajmująca się kontrwywiadem i częściowo wywiadem wojskowym. Samodzielne Referaty Informacyjne istniały przy Dowództwach Okręgu Korpusu; działał także Samodzielny Referat Informacyjny Dowództwa Floty.

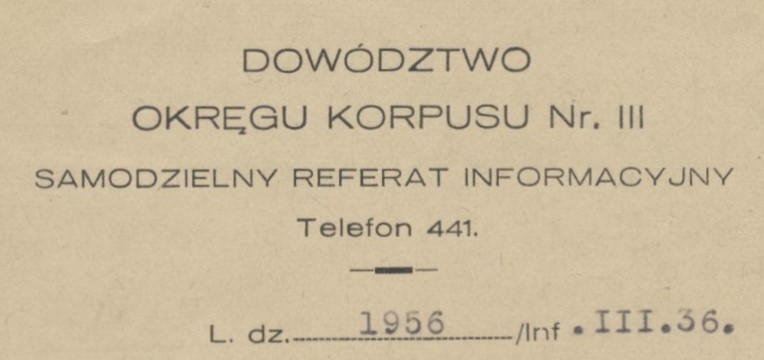
SRI DOK III

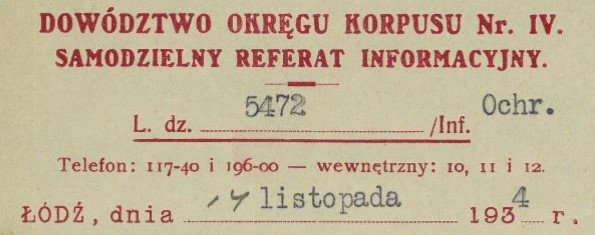
SRI DOK IV

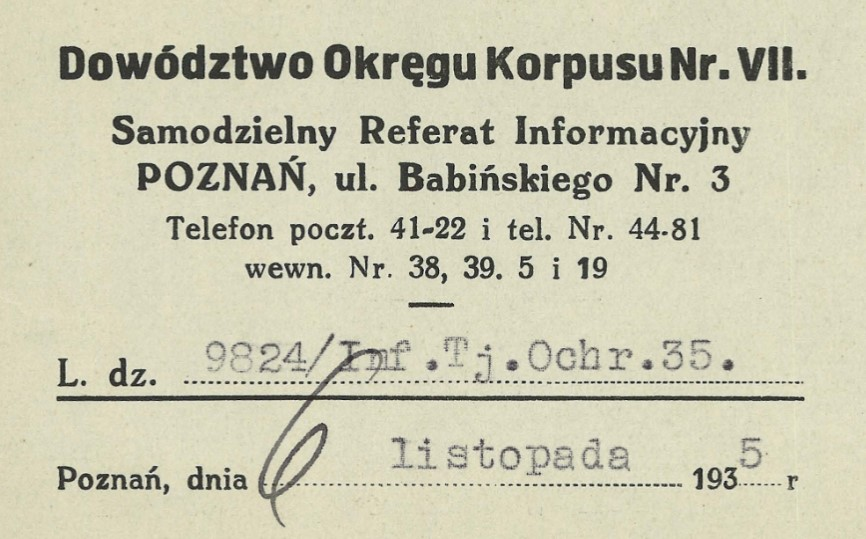
SRI DOK VII

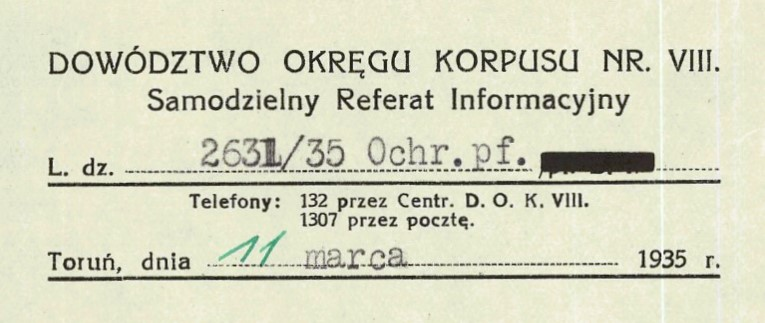
SRI DOK VIII

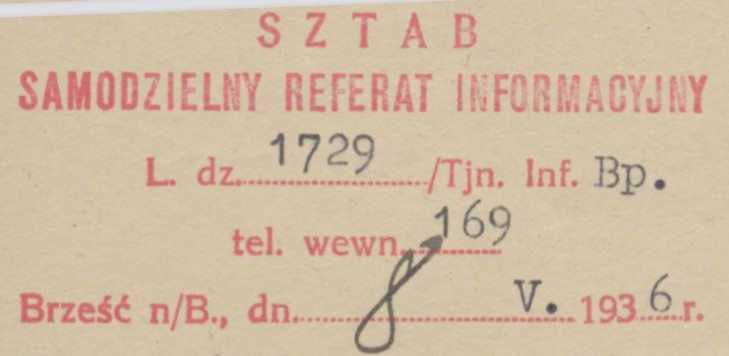
SRI DOK IX

## Samodzielne Referaty Informacyjne Dowództw Okręgu Korpusu
Etat Samodzielnego Referatu Informacyjnego Dowództwa Okręgu Korpusu (SRI DOK) tworzyło 5 stanowisk oficerskich (w tym kierownik, zwykle w stopniu kapitana lub majora), 1 stanowisko podoficerskie i kilka stanowisk urzędników cywilnych. Struktura wewnętrzna SRI była następująca:
- referat kontrwywiadowczy: zajmował się prowadzeniem afer szpiegowskich i rozpracowywaniem działalności komunistycznej w wojsku
- referat ogólny: zajmował się ochroną tajemnicy wojskowej w obiektach wojskowych, zakładach przemysłu ściśle wojennego, ochroną prac fortyfikacyjnych oraz współpracował na odcinku ochrony ogólnego przemysłu wojennego z władzami administracyjnymi
- referat narodowościowy: opracowywał analizy polityczno-narodowościowe i prowadził inwigilację elementów wywrotowych wśród mniejszości narodowych będących w wojsku lub mających styczność z wojskiem

Na czele każdego z referatów SRI stał oficer w stopniu porucznika, kapitana lub majora.
Pracę informacyjno-rozpoznawczą i przeciwdziałanie szpiegostwu Samodzielne Referaty Informacyjne prowadziły przy pomocy oficerów informacyjnych w garnizonach i oddziałach, brygad agentów-obserwatorów, tajnych współpracowników w poszczególnych aferach, przy konfidencjonalnej współpracy niektórych urzędników i doraźnej współpracy organów policji państwowej.
Siedziby poszczególnych SRI DOK znajdowały się w miastach, gdzie mieściły się sztaby Dowództw Okręgu Korpusu:
- SRI DOK I – Warszawa
- SRI DOK II – Lublin
- SRI DOK III – Grodno
- SRI DOK IV – Łódź
- SRI DOK V – Kraków
- SRI DOK VI – Lwów
- SRI DOK VII – Poznań
- SRI DOK VIII – Toruń
- SRI DOK IX – Brześć nad Bugiem
- SRI DOK X – Przemyśl
- Samodzielny Referat Informacyjny Dowództwa Floty w Gdyni

Zakres pracy Samodzielnych Referatów Informacyjnych uległ ograniczeniu po 1930 roku, gdy wyłączono z ich gestii wywiad zaczepny na terenie przygranicznym.

## Kierownicy SRI DOK
SRI DOK I

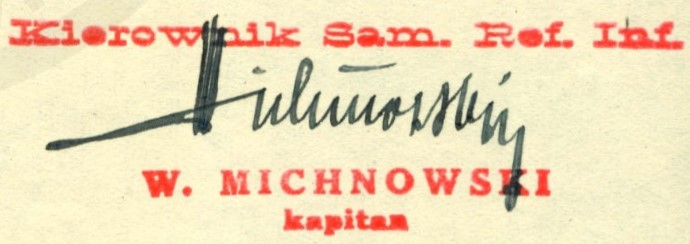
Kierownik SRI DOK II

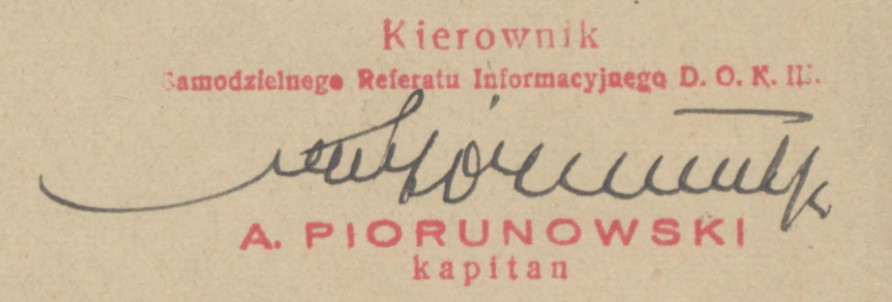
kierownik SRI DOK III

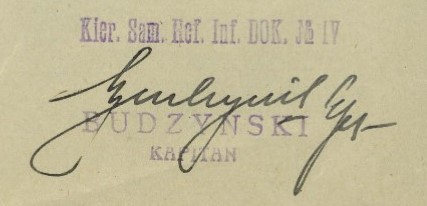
Kierownik SRI DOK IV

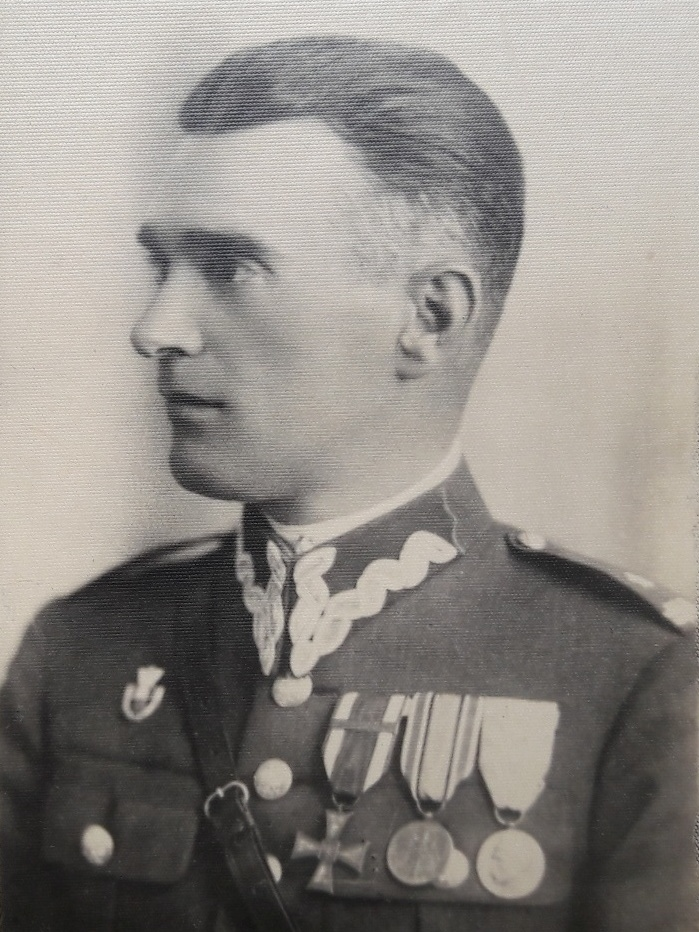
Stanisław Boehm

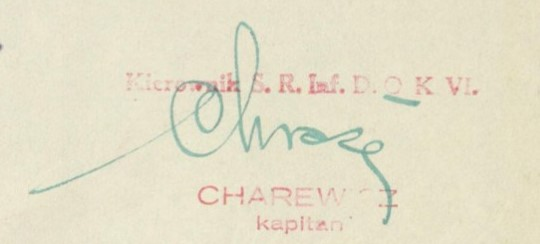
Kierownik SRI DOK VI

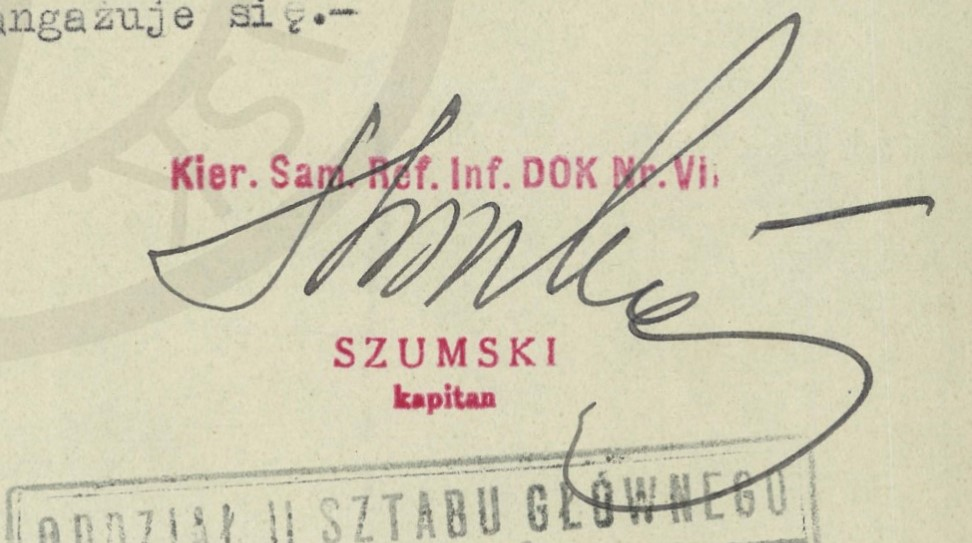
Kierownik SRI DOK VII

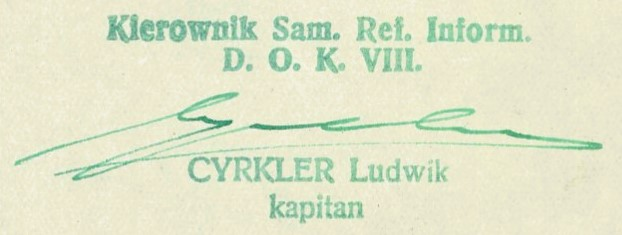
Kierownik SRI DOK VIII

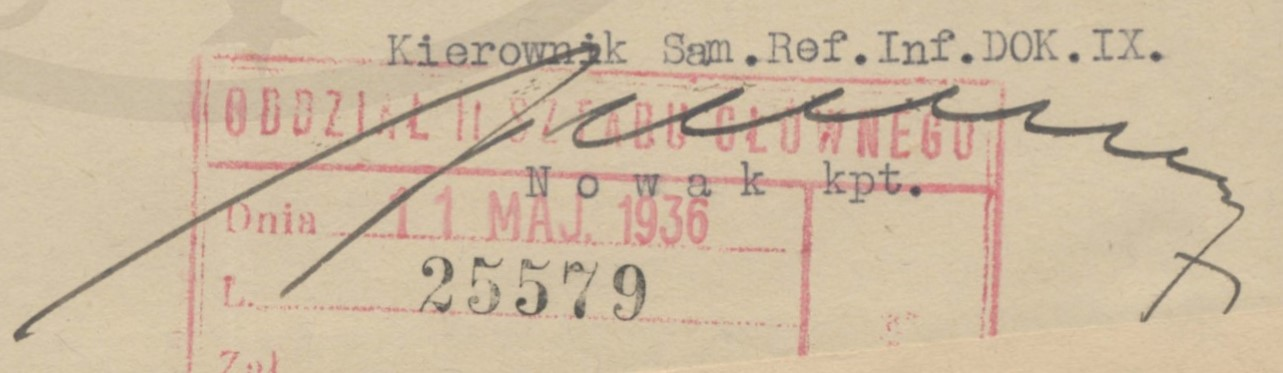
Kierownik SRI DOK IX

- kpt. adm. (piech.) Franciszek Bronisław Wierzbicki (1939)

SRI DOK II
- kpt. / mjr piech. Wacław Michnowski (był w 1935 – 1939)

SRI DOK III
- kpt. adm. (piech.) Alfons Piorunowski (1934 – 1939)

SRI DOK IV
- kpt. piech. Wacław Lutomski – (od VIII 1927[1])
- kpt. adm. (piech.) Zygmunt Budzyński – (1 IV 1931[2] – IX 1939)

SRI DOK V
- kpt. piech. Stanisław Boehm – (od XI 1924[3])
- kpt. art. Kazimierz Sambor – (od 23 III 1932[4])
- kpt. adm. (san.) Tadeusz Stanisław Józef Klocek (1939)

SRI DOK VI
- por. piech. Eugeniusz Antoni Bielecki – (od X 1924[5])
- kpt. Zdzisław Charewicz (był w 1933 i 1934)
- kpt. adm. (art.) Edward Bratkowski (p.o. 1939)

SRI DOK VII
- kpt. piech. Stanisław Konior (od 1 X 1927[6])
- mjr piech. Franciszek Lewcio (od 1 VIII 1930)
- kpt. / mjr adm. (piech.) Leopold Szumski (był w 1935 – 1939)

SRI DOK VIII
- kpt. piech. Stanisław I Solecki (od VIII 1927[7])
- kpt. piech. Marian Stanisław Włodarkiewicz (od 23 X 1931[8])
- kpt. art. Ludwik Cyrkler (był w III 1935 – 1939)

SRI DOK IX
- kpt. piech. Stanisław Małek (od IX 1924)
- mjr piech. Aleksander Hild (V – VI 1927)
- kpt. piech. Stanisław Małek (od VII 1927)
- kpt. piech. Franciszek Jan Nowak (był w V 1936)
- mjr piech. Władysław Brzychaczek (1939)

SRI DOK X
- mjr piech. Franciszek Berstling (1934–1939)